# 克利夫頓鎮區 (明尼蘇達州萊昂縣)
克利夫頓鎮區（英語：Clifton Township）是位於美國明尼蘇達州萊昂縣的一個行政鎮區，於1876年設立。

## 地方資料
克利夫頓鎮區的面積為93.58平方千米，當中陸地面積為93.52平方千米，而水域面積為0.06平方千米。根據2020年美國人口普查的數據，當地共有人口263人，而人口密度為每平方千米2.81人。